# Georges (évêque orthodoxe)
Pour les articles homonymes, voir Georges.
Le métropolite Georges (Митрополи́т Гео́ргий), dans le monde Vassili Timofeïevitch Danilov (Василий Тимофеевич Данилов), né le 14 août 1964 à Jlobine, est un évêque de l'Église orthodoxe russe, archevêque-métropolite de l'éparchie de Nijni Novgorod et de la métropolie de Nijni Novgorod.

## Biographie
Il naît en 1964 dans une famille croyante dont le père est un ancien combattant de la Grande Guerre patriotique. Des six enfants, deux choisissent la voie monastique, son frère Nikolaï (Basile en religion) est évêque de Kotlas.
Il poursuit ses études secondaires à Jlobine, puis travaille en 1981 comme chauffeur. En 1984-1986, il fait son service militaire. Il entre ensuite au séminaire de Moscou. Il prononce ses vœux monastiques le 22 décembre 1989 à la laure de la Trinité-Saint-Serge des mains de l'archimandrite Théognoste (Gouzikov), prenant le nom de religion de Georges. Il termine ses études au séminaire en 1990 et entre à l'académie supérieure de théologie de Moscou. Il devient hiérodiacre le 9 octobre 1990 et hiéromoine, le 9 avril 1991 (ordonné par le patriarche Alexis II). En parallèle, il dirige la ciergerie de la laure de la Trinité-Saint-Serge et il est nommé économe, le 20 janvier 1993. Il est consacré higoumène par Alexis II, le 6 mai 1994.
Le Père Georges est diplômé en juin de l'Académie supérieure de théologie de Moscou au titre de candidat au doctorat en théologie, à la chaire d'histoire de l'Église russe, sa thèse portant sur La vie et le service de patriarche de saint Tikhon (Belavine). Il enseigne au séminaire de Moscou à partir d'août 1995 et jusqu'en 1999 l'histoire ecclésiale pour les 3e années. De 1999 à 2002, il enseigne la byzantologie. Il devient archimandrite le 24 avril 1998. En outre, il est la tête du centre de restauration architecturale de la Trinité-Saint-Serge et en 2001 il est nommé économe de l'union des écoles de théologie de Moscou et de la Trinité-Saint-Serge.
Le 26 décembre 2002, le Saint-Synode le désigne comme évêque de l'éparchie de Nijni Novgorod et le patriarche Alexis II le consacre le 2 février 2003 à la cathédrale du Christ-Sauveur.
Il est nommé le 17 août 2004 recteur du séminaire de Nijni Novgorod.
Le 7 juin 2005, il rencontre dans sa résidence le chef de l'Église orthodoxe vieille-ritualiste russe, le métropolite Andrian. Il est élevé au rang d'archevêque, le 24 février 2006.
Il est nommé à la tête du nouveau siège métropolitain de Nijni Novgorod, le 15 mars 2012 et dirige par intérim l'éparchie de Lyskovo (jusqu'au 17 novembre 2013), et est nommé le 18 mars 2012 métropolite.
Le métropolite Georges est nommé le 21 octobre 2016 archimandrite-prêtre du monastère de l'Assomption de Sarov.

## Publications

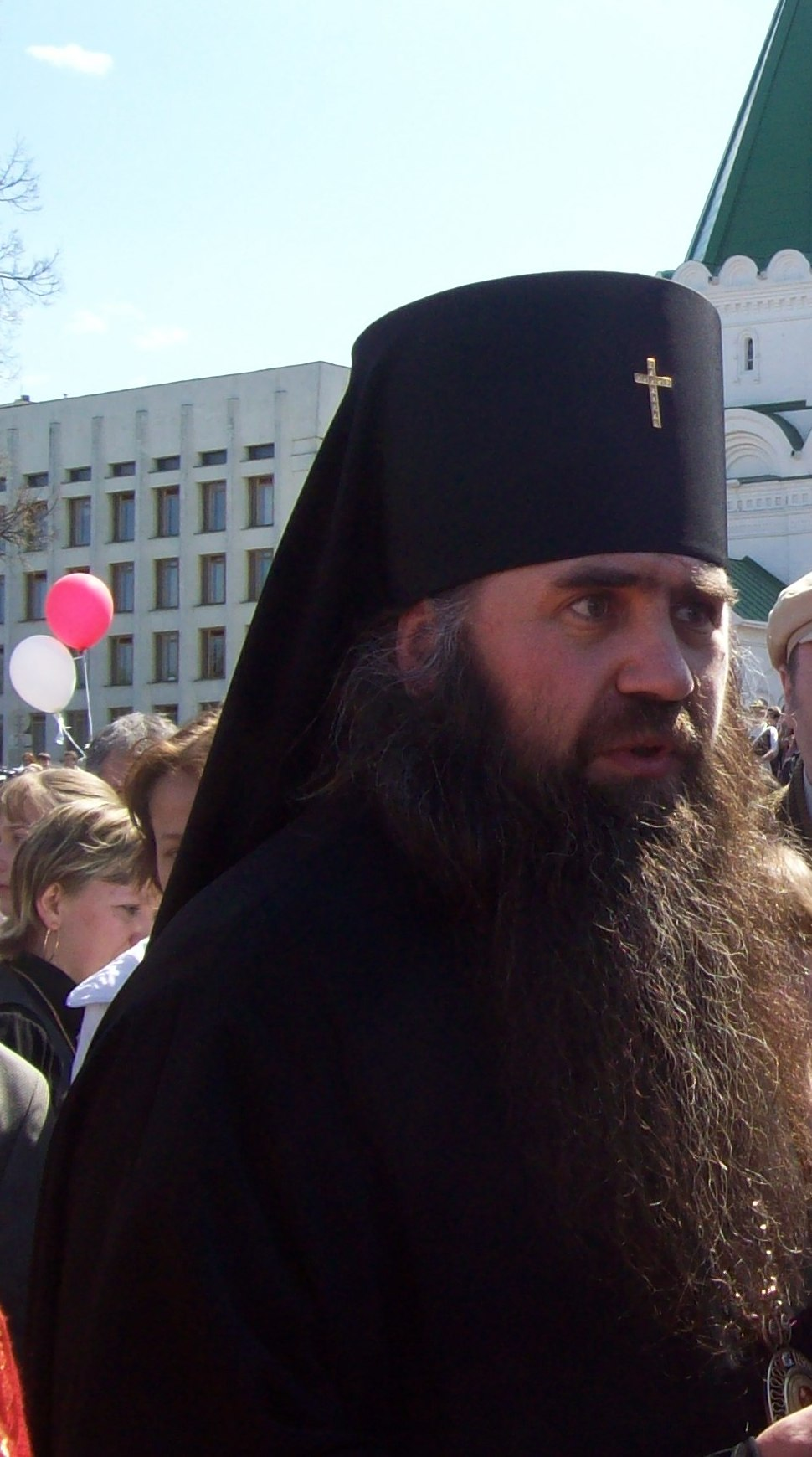
L'archevêque Georges en 2009 à Nijni Novgorod.

- Спасо-Вифанская семинария: К 200-летию основания: Исторический обзор // Богословский Вестник. 1998. — [Т.] 2. — Вып. 1. — С. 3-36.
- Патриарший архитектурно-реставрационный центр: Тезисы доклада // Исторический вестник. — М., 2000. — № 7 (11). — C. 161—162.
- Богословские аспекты таинств Крещения и Миропомазания, Труды Нижегородской Духовной семинарии. Сборник работ преподавателей и студентов. Выпуск 6, 2008, Нижний Новгород, lire en ligne, pp. 202-227
- Специфика духовного образования в православно-христианской перспективе, Труды Нижегородской Духовной семинарии. Сборник работ преподавателей и студентов. Выпуск 7, 2009, Нижний Новгород, pp. 293-300, Lire en ligne
- Экклесиологические аспекты поста // bogoslov.ru, 17 novembre 2010
  - Экклесиологические аспекты поста // Труды Нижегородской духовной семинарии. Сборник работ преподавателей и студентов. Выпуск 10. — Нижний Новгород, 2012. — C. 7-23.
- Трудности духовного руководства, опасности лжестарчества и пути их преодоления, Труды Нижегородской духовной семинарии. Сборник работ преподавателей и студентов. Выпуск 14, 2016, Нижний Новгород, lire en ligne, pp. 481-488.